# Dan Peter Ulvestad
Dan Peter Stensøe Ulvestad (Ålesund, 4 aprile 1989) è un calciatore norvegese, difensore del Kristiansund.

## Biografia
Proviene da una famiglia di calciatori: il padre Rune e i fratelli Pål Erik, Fredrik e Andreas.

## Carriera
Cresciuto nelle giovanili dell'Herd, ha successivamente esordito in prima squadre, nelle divisioni minori del campionato norvegese. Nel 2010 è stato ingaggiato dall'Aalesund, per cui ha esordito in Eliteserien in data 10 luglio: ha sostituito Trond Fredriksen nel pareggio casalingo per 0-0 contro il Molde.
Nel 2011 ha fatto ritorno all'Herd, dov'è rimasto per un biennio. Nel 2013 è stato ingaggiato dal Kristiansund, per cui ha debuttato il 16 maggio, subentrando a Mahmoud El Haj nella vittoria per 1-4 arrivata sul campo dell'Ullensaker/Kisa. Il 15 settembre 2013 ha segnato la prima rete con questa casacca, nel pareggio 1-1 arrivato in casa contro lo Strømmen.
Ha contribuito alla promozione in Eliteserien arrivata al termine del campionato 2016. Il 6 gennaio 2017 ha quindi rinnovato il contratto che lo legava al Kristiansund.
Il 21 maggio 2018 ha realizzato il primo gol in Eliteserien, nel 4-0 inflitto allo Strømsgodset.
Il 23 gennaio 2019 ha ulteriormente prolungato il contratto che lo legava al Kristiansund, fino al 31 dicembre 2022. Il 23 gennaio 2023 ha firmato un nuovo accordo biennale, al termine del quale ha nuovamente rinnovato fino al 31 dicembre 2025.

## Statistiche

### Presenze e reti nei club
Statistiche aggiornate al 4 febbraio 2025.
| Stagione            | Squadra             | Campionato          | Campionato | Campionato | Coppe nazionali | Coppe nazionali | Coppe nazionali | Coppe continentali | Coppe continentali | Coppe continentali | Altre coppe | Altre coppe | Altre coppe | Totale | Totale | Totale |
| Stagione            | Squadra             | Comp                | Pres       | Reti       | Comp            | Pres            | Reti            | Comp               | Pres               | Reti               | Comp        | Pres        | Reti        | Pres   | Reti   |        |
| ------------------- | ------------------- | ------------------- | ---------- | ---------- | --------------- | --------------- | --------------- | ------------------ | ------------------ | ------------------ | ----------- | ----------- | ----------- | ------ | ------ | ------ |
| 2008                | Herd                | 4D                  | ?          | ?          | CN              | ?               | ?               | -                  | -                  | -                  | -           | -           | -           | ?      | ?      |        |
| 2009                | Herd                | 3D                  | ?          | ?          | CN              | ?               | ?               | -                  | -                  | -                  | -           | -           | -           | ?      | ?      |        |
| 2010                | Aalesund            | ES                  | 1          | 0          | CN              | 1               | 0               | UEL                | 0                  | 0                  | -           | -           | -           | 2      | 0      |        |
| 2011                | Herd                | 2D                  | ?          | ?          | CN              | ?               | ?               | -                  | -                  | -                  | -           | -           | -           | ?      | ?      |        |
| 2012                | Herd                | 3D                  | 20         | 5          | CN              | 1               | 0               | -                  | -                  | -                  | -           | -           | -           | 21     | 5      |        |
| Totale Herd         | Totale Herd         | Totale Herd         | 20+        | 5+         |                 | 1+              | 0+              |                    | -                  | -                  |             | -           | -           | 21+    | 5+     |        |
| 2013                | Kristiansund        | 1D                  | 18         | 1          | CN              | 0               | 0               | -                  | -                  | -                  | -           | -           | -           | 18     | 1      |        |
| 2014                | Kristiansund        | 1D                  | 27+1       | 1+0        | CN              | 1               | 0               | -                  | -                  | -                  | -           | -           | -           | 29     | 1      |        |
| 2015                | Kristiansund        | 1D                  | 25+2       | 6+0        | CN              | 3               | 0               | -                  | -                  | -                  | -           | -           | -           | 30     | 6      |        |
| 2016                | Kristiansund        | 1D                  | 30         | 0          | CN              | 1               | 0               | -                  | -                  | -                  | -           | -           | -           | 31     | 0      |        |
| 2017                | Kristiansund        | ES                  | 27         | 0          | CN              | 4               | 0               | -                  | -                  | -                  | -           | -           | -           | 31     | 0      |        |
| 2018                | Kristiansund        | ES                  | 27         | 4          | CN              | 2               | 0               | -                  | -                  | -                  | -           | -           | -           | 29     | 4      |        |
| 2019                | Kristiansund        | ES                  | 25         | 0          | CN              | 2               | 0               | -                  | -                  | -                  | -           | -           | -           | 27     | 0      |        |
| 2020                | Kristiansund        | ES                  | 22         | 3          | -               | -               | -               | -                  | -                  | -                  | -           | -           | -           | 22     | 3      |        |
| 2021                | Kristiansund        | ES                  | 21         | 1          | CN              | 1               | 0               | -                  | -                  | -                  | -           | -           | -           | 22     | 1      |        |
| 2022                | Kristiansund        | ES                  | 18         | 1          | CN              | 0               | 0               | -                  | -                  | -                  | -           | -           | -           | 18     | 1      |        |
| 2023                | Kristiansund        | 1D                  | 25+3       | 4+0        | CN              | 1               | 0               | -                  | -                  | -                  | -           | -           | -           | 29     | 4      |        |
| 2024                | Kristiansund        | ES                  | 22         | 1          | CN              | 0               | 0               | -                  | -                  | -                  | -           | -           | -           | 22     | 1      |        |
| 2025                | Kristiansund        | ES                  | 0          | 0          | CN              | 0               | 0               | -                  | -                  | -                  | -           | -           | -           | 0      | 0      |        |
| Totale Kristiansund | Totale Kristiansund | Totale Kristiansund | 287+6      | 22+0       |                 | 15              | 0               |                    | -                  | -                  |             | -           | -           | 308    | 22     |        |
| Totale carriera     | Totale carriera     | Totale carriera     | 308+6+     | 27+0+      |                 | 17+             | 0+              |                    | -                  | -                  |             | -           | -           | 331+   | 27+    |        |

## Palmarès

### Club

#### Competizioni nazionali
- 1. divisjon: 1

Kristiansund BK: 2016